# Антонопіль (Вознесенський район)
Анто́нопіль — село в Україні, у Братській селищній громаді Вознесенського району Миколаївської області. Населення становить 8 осіб.

## Населення
Згідно з переписом УРСР 1989 року чисельність наявного населення села становила 31 особа, з яких 12 чоловіків та 19 жінок.
За переписом населення України 2001 року в селі мешкало 8 осіб. 100 % населення вказало своєю рідною мовою українську мову.